# フリウーリ

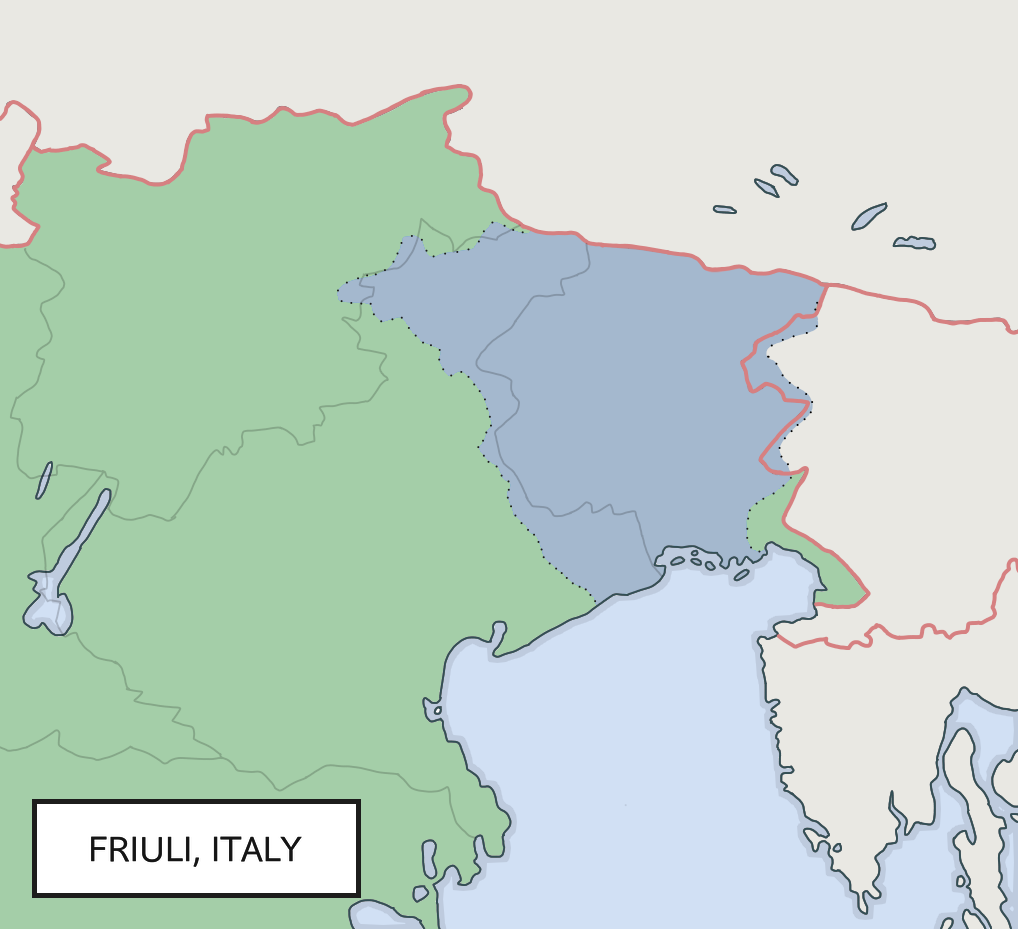
フリウーリ地方

フリウーリ地方の旗

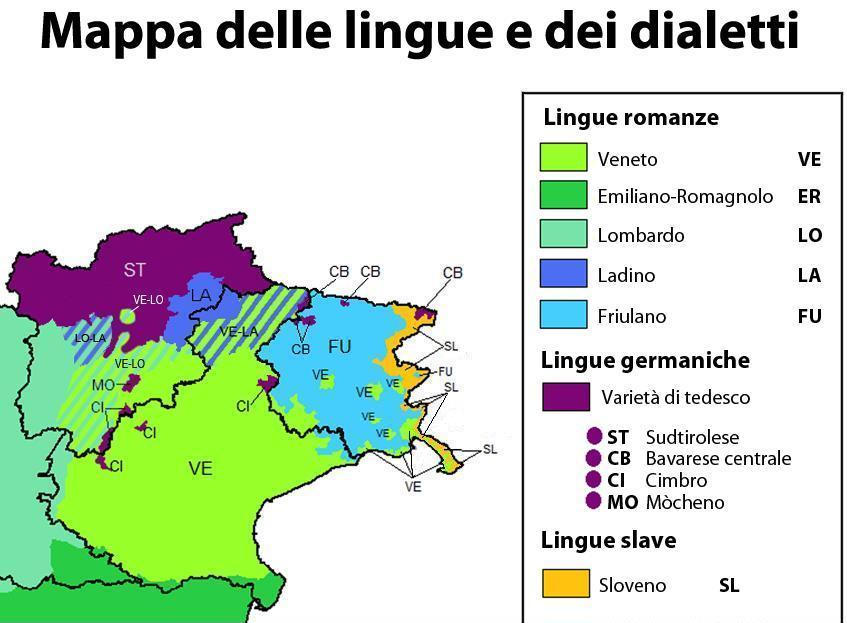
イタリア北東部の言語分布。水色がフリウーリ語

フリウリ（Friuli）は、イタリア北東部の地方名。フリウリ語を話し、歴史的・文化的なアイデンティティを有する地域である。

## 名称
Friuli（イタリア語発音: [friˈuːli]）のカナ転記はフリウーリが近いが、フリウリも使われる。
フリウーリ語ではフリウール（Friûl） ( 音声ファイル)となる。

## 地域
ヴェネツィア・ジュリア地方と共にフリウリ＝ヴェネツィア・ジュリア州を形成する。
ウーディネ県、ポルデノーネ県、ゴリツィア県、ヴェネツィア県のポルトグルアーロ、ベッルーノ県のサッパーダが含まれる。

## 言語
公用語であるイタリア語の他に方言としてレト・ロマンス語の一種であるフリウーリ語が話される。